# SugarCRM

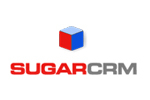
SugarCRM

SugarCRM是一套開源的客戶關聯管理軟件。
SugarCRM用PHP語言開發，主要應用在LAMP環境，但也支援其他的作業系統 （如Windows、Solaris、Mac OS X）和其他的數據庫管理系統（如Microsoft SQL Server、Oracle數據庫）。
SugarCRM以GNU通用公共許可證發佈。

## 歷史
SugarCRM 公司（SugerCRM Inc.）在2004年創立，同年十月被SourceForge選為「每月之選」。
從創立至2008年間，SugarCRM被下載超過四百萬次。

## 产品

### 版本
SugarCRM 总共有三种版本
- Sugar 社区版
- Sugar 个人版
- Sugar 企业版

所有版本都源自于同一个代码树，Sugar 社区版包含了Sugar 个人版和Sugar 企业版所拥有的大约85%的功能。该产品建基于Linux，Apache，MySQL和 PHP堆栈的LAMP架构上，但也能运行于其他能够运行PHP的平台上（例如Windows，Solaris以及Mac OS X）

### SugarCRM的特点
- 采用PHP编写，所以拥有最广泛的兼容性,在各种操作系统上都可以运行
- 具有多个界面方案,按不同主题提供用户选择
- 支持多语言,可以随时切换
- 可扩展性强,随时按照用户需求或者自己增加新的功能和模块

## 外部連結
- SugarCRM 官方中文網站
- SugarCRM 中国大陆官方授权合作伙伴
- Sugarforge